# Drepanosticta taurus
Drepanosticta taurus är en trollsländeart som beskrevs av James George Needham och Gyger 1941. Drepanosticta taurus ingår i släktet Drepanosticta och familjen Platystictidae. Inga underarter finns listade i Catalogue of Life.